# 爱国人民运动 (芬兰)
爱国人民运动（芬蘭語：Isänmaallinen kansanliike，IKL）是芬兰的一个民族主义和反共政党。该党是之前被禁的“拉普阿运动”的继承者。该组织存在于1932年至1944年，其意识形态与其前身类似，只是该党参加了选举，但收效甚微。

## 成立
爱国人民运动是在1932年6月5日的一次会议上作为拉普阿运动的延续而成立的。三位主要的创始成员是赫尔曼·贡梅鲁斯、维尔霍·安纳拉和埃尔基·莱科宁。拉普阿运动的领导人维赫托里·科索拉在成立时因参与曼采莱叛乱而被监禁，但该党的主席一职为他保留。其他主要的叛乱分子，特别是安纳拉和布鲁诺·萨尔米阿拉，参与了该党的成立。

## 组织架构

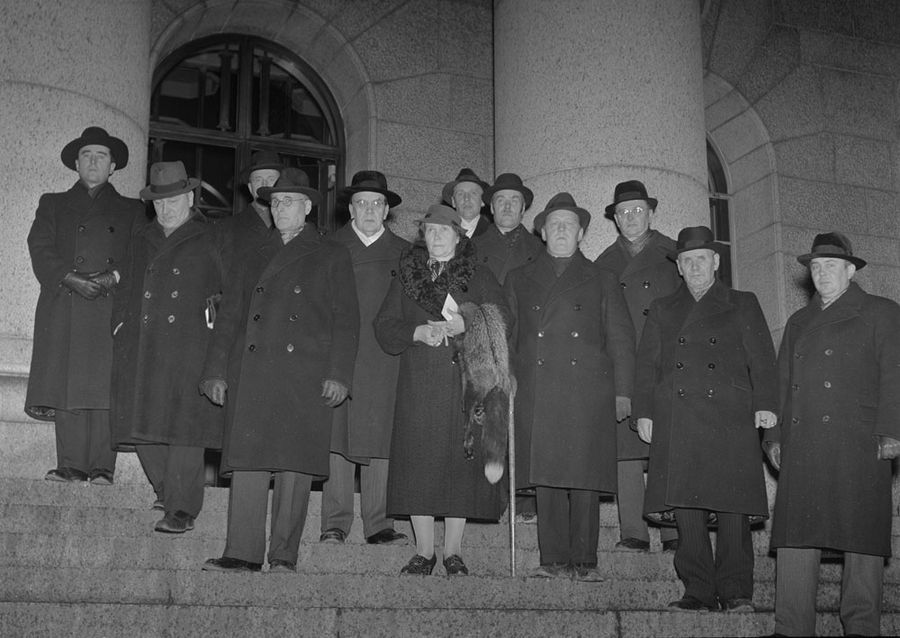
站在芬兰议会大厦前面的该党议会党团成员

在意识形态上，该党是一个狂热的民族主义政党和反共主义政党，支持对苏联的强硬外交政策以及敌视芬兰另一官方语言瑞典语。建立一个大芬兰是该党的一个重要目标。它的许多领导人都是牧师或是主要影响在博滕区的名为“觉醒”的虔敬主义运动的参与者。它的明确目的是要成为议会中的基督教道德良心。一个以布鲁诺·萨尔米阿拉为中心的的强硬路线派也非常活跃。
该党的制服是一件系着蓝色领带的黑色衬衫，受到了意大利法西斯分子的启发，同时也受到了觉醒运动的启发。成员们以罗马式敬礼互相问候。
IKL有自己的青年组织，叫做“蓝黑人”，成员接受战斗训练。他们由埃利亚斯·西莫约基领导，他是一位极具魅力的牧师。蓝黑人在1936年被禁止（但是他们立即重组为黑衫军）。
该党的主要支持者是富裕的农民、受过教育的中产阶级、公务员、路德教会神职人员和大学生。从地理上讲，IKL在库奥尔塔内、拉普阿和伊尔马约基等南博滕区市镇获得大部分的选票。

## 与主流政治的关系

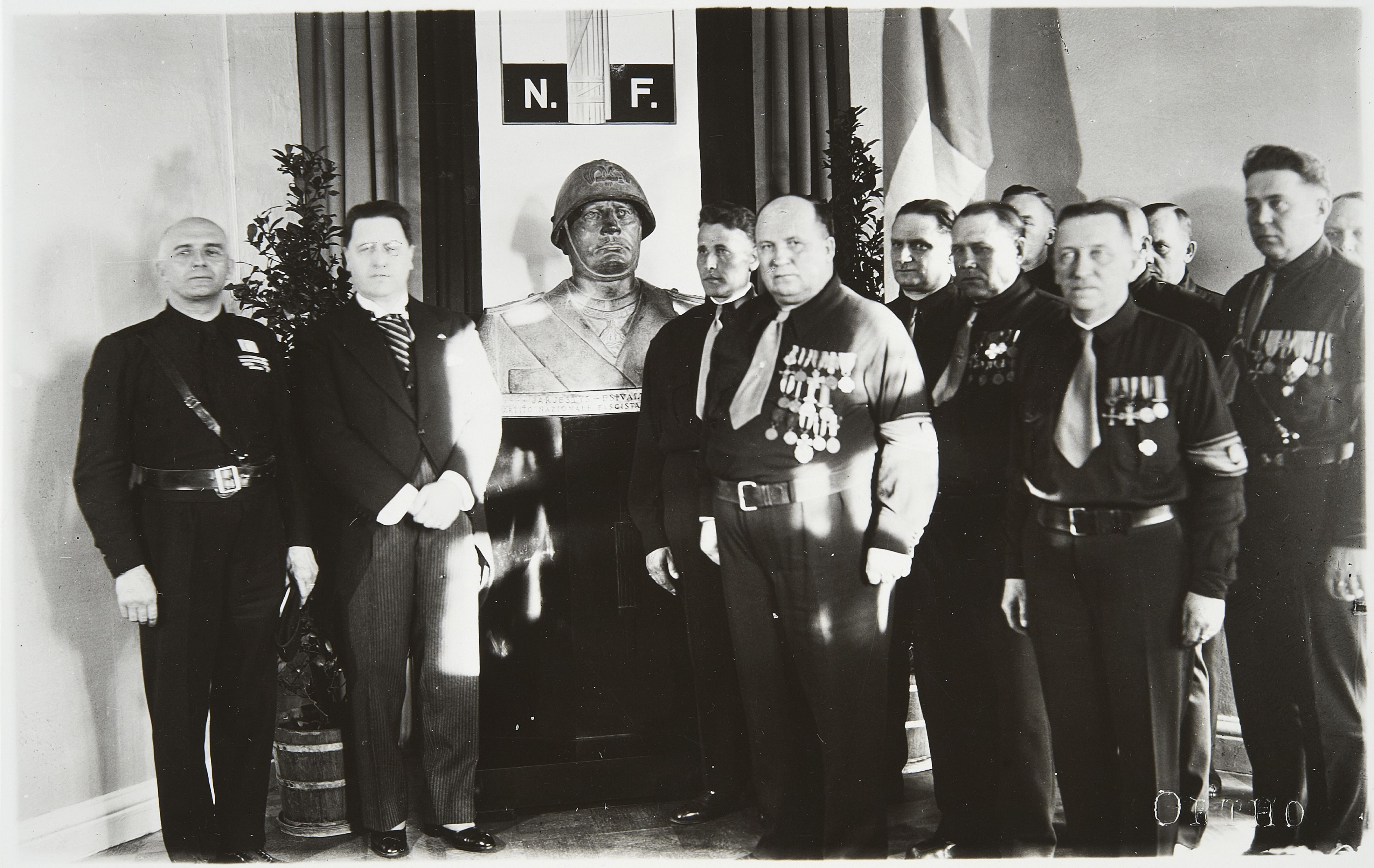
1933年6月7日，IKL领导层从意大利代表团那里收到墨索里尼的半身像。从左起:意大利特使格雷、意大利大使塔马罗、维尔霍·安纳拉、维赫托里·科索拉、布鲁诺·萨尔米阿拉、尤哈纳·马尔卡迈基、埃伊诺·图奥米瓦拉

IKL参加了议会选举。1933年，该党与民族联合党联合参选，获得了200个席位中的14个。民族联合党的席位从42个跌至18个。在崩溃之后，尤霍·库斯蒂·巴锡基维被选为民族联合党的主席。他把他的政党转变为大企业的代言人，因此对IKL的直接行动策略不感兴趣，因此从党内清除了IKL最直言不讳的同情者。
IKL受到政府越来越多的审查，并受到两项旨在阻止其进展的法律的约束。1934年，通过了一项法律，允许镇压使政府或宪法受到蔑视的宣传活动，这一法律被用来反对该运动，而第二年，一项禁止政治制服和私人制服组织的法律出台，特别严重地影响了蓝黑人。